# Noah Wachsmuth
Noah William Wachsmuth (ur. 2002) – amerykański zapaśnik walczący w stylu klasycznym. Brązowy medalista mistrzostw panamerykańskich w 2024 roku.